# Antholoba achates
Antholoba achates is een zeeanemonensoort uit de familie Actinostolidae.
Antholoba achates is voor het eerst wetenschappelijk beschreven door Drayton in Dana in 1846.